# Klamp (Kreis Plön)
Klamp er en by og kommune i det nordlige Tyskland, beliggende i Amt Lütjenburg i den nordøstlige del af Kreis Plön. Kreis Plön ligger i den østlige/centrale del af delstaten Slesvig-Holsten.

## Geografi
Klamp er beliggende omkring én km vest for Lütjenburg ved Bundesstraße 202. Bundesstraße 430 løber desuden gennem kommunen. Fra 1910 til 1938 havde Klamp jernbanestation på Kleinbahn Kirchbarkau–Preetz–Lütjenburg.
I kommunen ligger ud over Klamp, landsbyerne og bebyggelserne Vogelsdorf, Ellert, Wentorf, Rodenkrog, Charlottental, Rönfeldholz, Winterfeld, Etz, Teskamp og Weide.